# کارستولا
کارْسْتُولا (به فنلاندی: Karstula) یک منطقهٔ مسکونی در فنلاند است که در فنلاند مرکزی واقع شده‌است.

## خواهرخوانده
شهر بخش راگوندا خواهرخواندهٔ کارستولا هست.